# Dicționarul limbii poetice a lui Eminescu
Dicționarul limbii poetice a lui Eminescu este o lucrare de referință, inițiată de academicianul Tudor Vianu în 1957, coordonată de acesta, apărută în 1968 la Editura Academiei, București, la patru ani după moartea sa.
Tudor Vianu descria astfel scopul dicționarului:
El urmărește mai întâi să fixeze etapa pe care o atinge Eminescu în dezvoltarea limbii noastre literare în secolul al XIX-lea, apoi să arate ce face un mare poet din instrumentul obștesc al limbii lui naționale, aducând-o la o putere superioară a expresivității ei artistice.
Lista de cuvinte a fost compilată din poeziile antume, câteva dintre postume ("Albumul", "Oricâte stele...", "Rugăciune", "Răsai asupra mea...", "Viața", "între pasări", "După ce atâta vreme", "Stelele-n cer", "Dintre sute de catarge" și "Apari să dai lumină") și povestirile "Făt-Frumos din lacrimă", "La aniversară" și "Cezara". Fiecărui cuvânt care apare în aceste opere i se consacră un articol în care ordinea sensurilor este cea istorică. Fiecare sens este ilustrat prin citate adecvate din poezii selectate din diferite perioade ale creației eminesciene.